# Атирау
Атирау (каз. Атырау, рус. Атырау) је град Казахстану у Атирауској области. Према процени из 2010. у граду је живело 178.474. становника.

## Становништво
Према процени, у граду је 2010. живело 178.474. становника.
| 1979.    | 1989.    | 1999.    |
| -------- | -------- | -------- |
| 130.916. | 149.261. | 142.497. |